# Grand Prix Rakouska 2017
Grand Prix Rakouska 2017 (oficiálně Formula 1 Großer Preis von Österreich 2017) se jela na okruhu Red Bull Ring ve Spielbergu v Rakousku dne 9. července 2017. Závod byl devátým v pořadí v sezóně 2017 šampionátu Formule 1.

## Kvalifikace
| Poř.                        | No. | Jezdec            | Konstruktér               | Časy v kvalifikaci | Časy v kvalifikaci | Časy v kvalifikaci | Pořadí na startu |
| Poř.                        | No. | Jezdec            | Konstruktér               | Q1                 | Q2                 | Q3                 | Pořadí na startu |
| --------------------------- | --- | ----------------- | ------------------------- | ------------------ | ------------------ | ------------------ | ---------------- |
| 1                           | 77  | Valtteri Bottas   | Mercedes                  | 1:05.760           | 1:04.316           | 1:04.251           | 1                |
| 2                           | 5   | Sebastian Vettel  | Ferrari                   | 1:05.585           | 1:04.772           | 1:04.293           | 2                |
| 3                           | 44  | Lewis Hamilton    | Mercedes                  | 1:05.064           | 1:04.800           | 1:04.424           | 8                |
| 4                           | 7   | Kimi Räikkönen    | Ferrari                   | 1:05.148           | 1:05.004           | 1:04.779           | 3                |
| 5                           | 3   | Daniel Ricciardo  | Red Bull Racing-TAG Heuer | 1:05.854           | 1:05.161           | 1:04.896           | 4                |
| 6                           | 33  | Max Verstappen    | Red Bull Racing-TAG Heuer | 1:05.779           | 1:04.948           | 1:04.983           | 5                |
| 7                           | 8   | Romain Grosjean   | Haas-Ferrari              | 1:05.902           | 1:05.319           | 1:05.480           | 6                |
| 8                           | 11  | Sergio Pérez      | Force India-Mercedes      | 1:05.975           | 1:05.435           | 1:05.605           | 7                |
| 9                           | 31  | Esteban Ocon      | Force India-Mercedes      | 1:06.033           | 1:05.550           | 1:05.674           | 9                |
| 10                          | 55  | Carlos Sainz Jr.  | Toro Rosso                | 1:05.675           | 1:05.544           | 1:05.726           | 10               |
| 11                          | 27  | Nico Hülkenberg   | Renault                   | 1:06.174           | 1:05.597           |                    | 11               |
| 12                          | 14  | Fernando Alonso   | McLaren-Honda             | 1:06.158           | 1:05.602           |                    | 12               |
| 13                          | 2   | Stoffel Vandoorne | McLaren-Honda             | 1:06.316           | 1:05.741           |                    | 13               |
| 14                          | 26  | Daniil Kvjat      | Toro Rosso                | 1:05.990           | 1:05.884           |                    | 14               |
| 15                          | 20  | Kevin Magnussen   | Haas-Ferrari              | 1:06.143           | Bez času           |                    | 15               |
| 16                          | 30  | Jolyon Palmer     | Renault                   | 1:06.345           |                    |                    | 16               |
| 17                          | 19  | Felipe Massa      | Williams-Mercedes         | 1:06.534           |                    |                    | 17               |
| 18                          | 18  | Lance Stroll      | Williams-Mercedes         | 1:06.608           |                    |                    | 18               |
| 19                          | 9   | Marcus Ericsson   | Sauber-Ferrari            | 1:06.857           |                    |                    | 19               |
| 20                          | 94  | Pascal Wehrlein   | Sauber-Ferrari            | 1:07.011           |                    |                    | PL               |
| 107 % času vítěze: 1:09.618 |     |                   |                           |                    |                    |                    |                  |
| Zdroj:                      |     |                   |                           |                    |                    |                    |                  |

Poznámky
1. ↑  Lewis Hamilton obdržel trest posunu o 5 míst vzad za neplánovanou výměnu převodovky.
2. ↑  Pascal Wehrlein musel startovat z boxové uličky, protože jeho auto bylo upraveno v podmínkách Parc Fermé.

## Závod
| Poř.   | No. | Jezdec            | Konstruktér               | Počet kol | Čas/Odstoupení      | Pořadí na startu | Body |
| ------ | --- | ----------------- | ------------------------- | --------- | ------------------- | ---------------- | ---- |
| 1      | 77  | Valtteri Bottas   | Mercedes                  | 71        | 1:21:48.523         | 1                | 25   |
| 2      | 5   | Sebastian Vettel  | Ferrari                   | 71        | +0.658              | 2                | 18   |
| 3      | 3   | Daniel Ricciardo  | Red Bull Racing-TAG Heuer | 71        | +6.012              | 4                | 15   |
| 4      | 44  | Lewis Hamilton    | Mercedes                  | 71        | +7.430              | 8                | 12   |
| 5      | 7   | Kimi Räikkönen    | Ferrari                   | 71        | +20.370             | 3                | 10   |
| 6      | 8   | Romain Grosjean   | Haas-Ferrari              | 71        | +1:13.160           | 6                | 8    |
| 7      | 11  | Sergio Pérez      | Force India-Mercedes      | 70        | +1 kolo             | 7                | 6    |
| 8      | 31  | Esteban Ocon      | Force India-Mercedes      | 70        | +1 kolo             | 9                | 4    |
| 9      | 19  | Felipe Massa      | Williams-Mercedes         | 70        | +1 kolo             | 17               | 2    |
| 10     | 18  | Lance Stroll      | Williams-Mercedes         | 70        | +1 kolo             | 18               | 1    |
| 11     | 30  | Jolyon Palmer     | Renault                   | 70        | +1 kolo             | 16               |      |
| 12     | 2   | Stoffel Vandoorne | McLaren-Honda             | 70        | +1 kolo             | 13               |      |
| 13     | 27  | Nico Hülkenberg   | Renault                   | 70        | +1 kolo             | 11               |      |
| 14     | 94  | Pascal Wehrlein   | Sauber-Ferrari            | 70        | +1 kolo             | PL               |      |
| 15     | 9   | Marcus Ericsson   | Sauber-Ferrari            | 69        | +2 kola             | 19               |      |
| 16     | 26  | Daniil Kvjat      | Toro Rosso                | 68        | +3 kola             | 14               |      |
| Ret    | 55  | Carlos Sainz Jr.  | Toro Rosso                | 44        | Motor               | 10               |      |
| Ret    | 20  | Kevin Magnussen   | Haas-Ferrari              | 29        | Hydraulika          | 15               |      |
| Ret    | 14  | Fernando Alonso   | McLaren-Honda             | 1         | Poškození po kolizi | 12               |      |
| Ret    | 33  | Max Verstappen    | Red Bull Racing-TAG Heuer | 0         | Poškození po kolizi | 5                |      |
| Zdroj: |     |                   |                           |           |                     |                  |      |

## Průběžné pořadí po závodě
Pohár jezdců
|  | Pořadí | Jezdec           | Body |
|  | ------ | ---------------- | ---- |
|  | 1      | Sebastian Vettel | 171  |
|  | 2      | Lewis Hamilton   | 151  |
|  | 3      | Valtteri Bottas  | 136  |
|  | 4      | Daniel Ricciardo | 107  |
|  | 5      | Kimi Räikkönen   | 83   |

Pohár konstruktérů
|  | Pořadí | Konstruktér               | Body |
|  | ------ | ------------------------- | ---- |
|  | 1      | Mercedes                  | 287  |
|  | 2      | Ferrari                   | 254  |
|  | 3      | Red Bull Racing-TAG Heuer | 152  |
|  | 4      | Force India-Mercedes      | 89   |
|  | 5      | Williams-Mercedes         | 40   |